# Cayennemuggeneter
De cayennemuggeneter (Conopophaga aurita) is een zangvogel uit de familie Conopophagidae (muggeneters).

## Verspreiding en leefgebied
Deze soort komt voor in het Amazonegebied en de Guyana's. Er zijn vier ondersoorten:
- C. a. inexpectata: zuidoostelijk Colombia en noordwestelijk Brazilië.
- C. a. aurita: de Guyana's en noordoostelijk Brazilië.
- C. a. occidentalis: noordoostelijk Ecuador en noordoostelijk Peru.
- C. a. australis: oostelijk Peru en amazonisch zuidwestelijk Brazilië.

## Status
De grootte van de populatie is niet gekwantificeerd maar de soort wordt omschreven als schaars. Op de Rode lijst van de IUCN heeft deze soort de status niet bedreigd.